# آرون لوپز (بازیکن فوتبال)
آرون لوپز (انگلیسی: Aaron López؛ زادهٔ ۲۸ فوریهٔ ۱۹۸۳
) بازیکن فوتبال اهل مکزیک است.